# ماریا نوربرنت
ماریا نوربرنت(به انگلیسی:Maria Nordbrandt) یکی از مهاجمان تیم ملی فوتبال زنان سوئد است که در حال حاضر برای باشگاه اومئا آی‌کی و در لیگ برتر سوئد( دامال سوئنسکان) بازی می کند.او همچنین در تیم های سونانا اس.کی وکیف اوربرو بازی کرده است.او در مرحله اول حضور خود در اومئا موفق به کسب دو جام اروپایی یوفا شد.در سال ۲۰۰۳ همراه با تیم زیر ۱۹ سال زنان سوئد در جام ملتهای اروپا شرکت کرد.